# Kugel
Pour les articles homonymes, voir Kugel (homonymie).

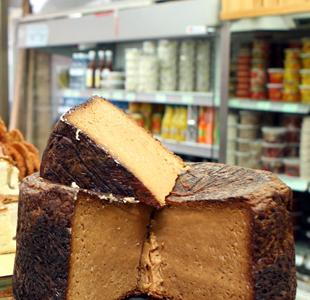
Un kugel yerushalmi en vente dans un commerce de Mea Sharim.

Le kugel (yiddish : קוגל ou קוגעל, prononcé kouguel ou kiguel, « boulette ») est une variété de plats de la cuisine juive ashkénaze, traditionnellement servi avec le tcholent, mais pouvant aussi servir de plat principal ou de dessert.
Le kugel peut être sucré ou salé. Il est le plus souvent fait avec des nouilles ou des pommes de terre.

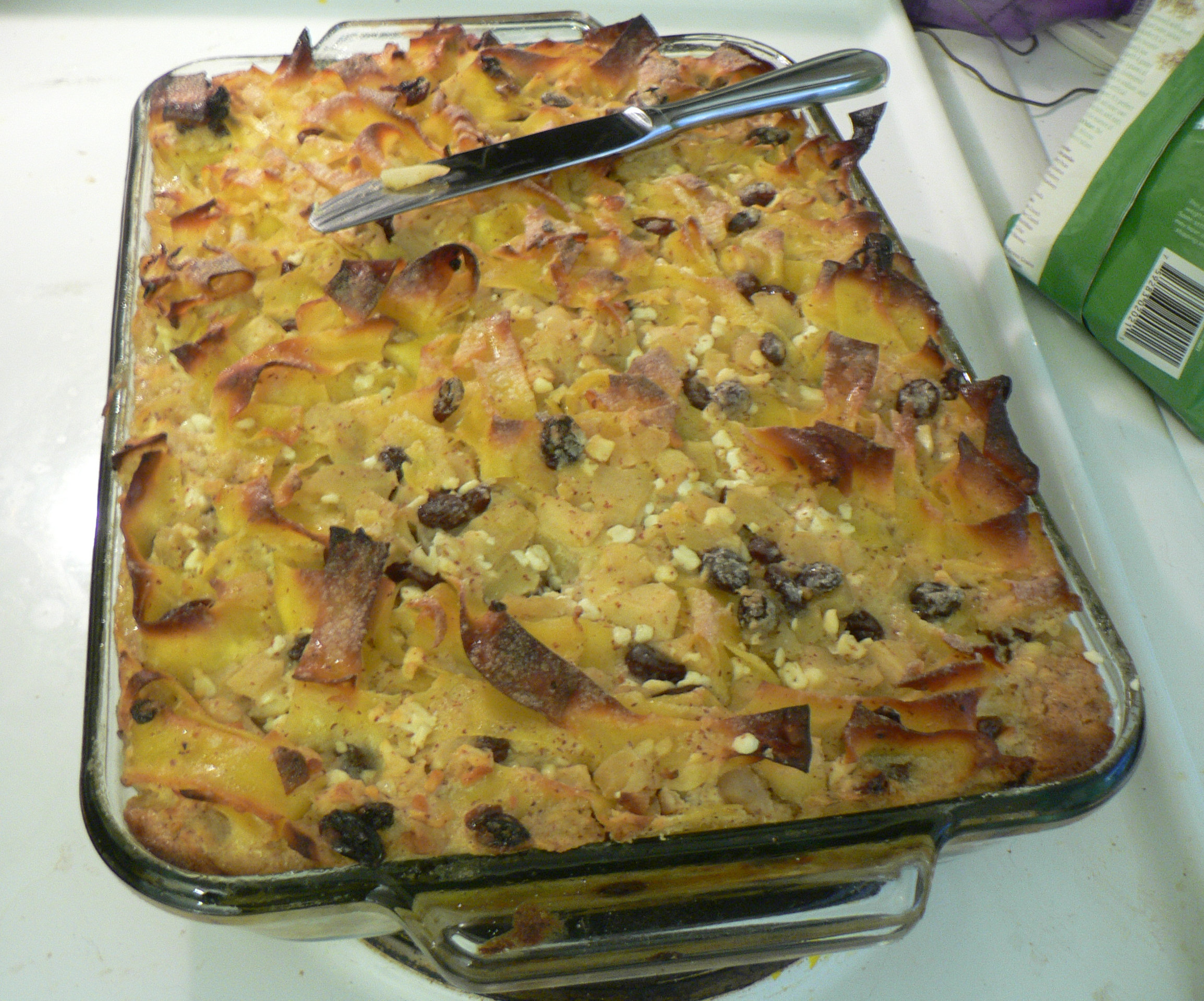
Kugel aux pâtes.